# 6145 Riemenschneider
A 6145 Riemenschneider (ideiglenes jelöléssel 2630 P-L) a Naprendszer kisbolygóövében található aszteroida. Cornelis Johannes van Houten,  Ingrid van Houten-Groeneveld és Tom Gehrels fedezte fel 1960. szeptember 26-án.